# Jacob Helms
Jacob Helms, född den 13 mars 1824, död den 10 oktober 1906, var en dansk konsthistoriker, bror till Johannes Helms.
Helms blev 1848 teologie kandidat, 1850 adjunkt vid Ribe skola och 1869 kyrkoherde i närheten av Ribe. Han fick därigenom ypperliga tillfällen att studera Ribe domkyrka och erhöll efter hand grundlig kännedom om de danska kyrkobyggnaderna, nedlade frukterna av sina studier i Ribe Domkirke (1870) och Danske Tufstenskirker (2 band, 1894) samt i en ypperlig inledning Om Nørrejyllands Granitkirker till Uldalls beskrivning över Røddings härads kyrkor (1884). Han tog även sedan 1882 verksam del i förarbetena till Ribe domkyrkas restaurering. År 1874 blev han kyrkoherde på Fyn och 1894 hedersdoktor.